# يوردان سانتا كروز
يوردان سانتا كروز هو لاعب كرة قدم كوبي في مركز الهجوم، ولد في 7 أكتوبر 1993 في كوبا.

## وصلات خارجية
- يوردان سانتا كروز على موقع قاعدة بيانات كرة القدم.إي يو (الإنجليزية)
- يوردان سانتا كروز على موقع ناشيونال فوتبول تيمز (الإنجليزية)